# Gradenje
Gradenje je naselje v Občini Šmarješke Toplice.